# غلين واتكينز
غلين واتكينز (بالإنجليزية: Glenn Watkins)‏ هو عالم موسيقى أمريكي، ولد في 30 مايو 1927 في ماكفرسون في الولايات المتحدة.

## وصلات خارجية
- غلين واتكينز على موقع ميوزك برينز (الإنجليزية)